# جراحة موس

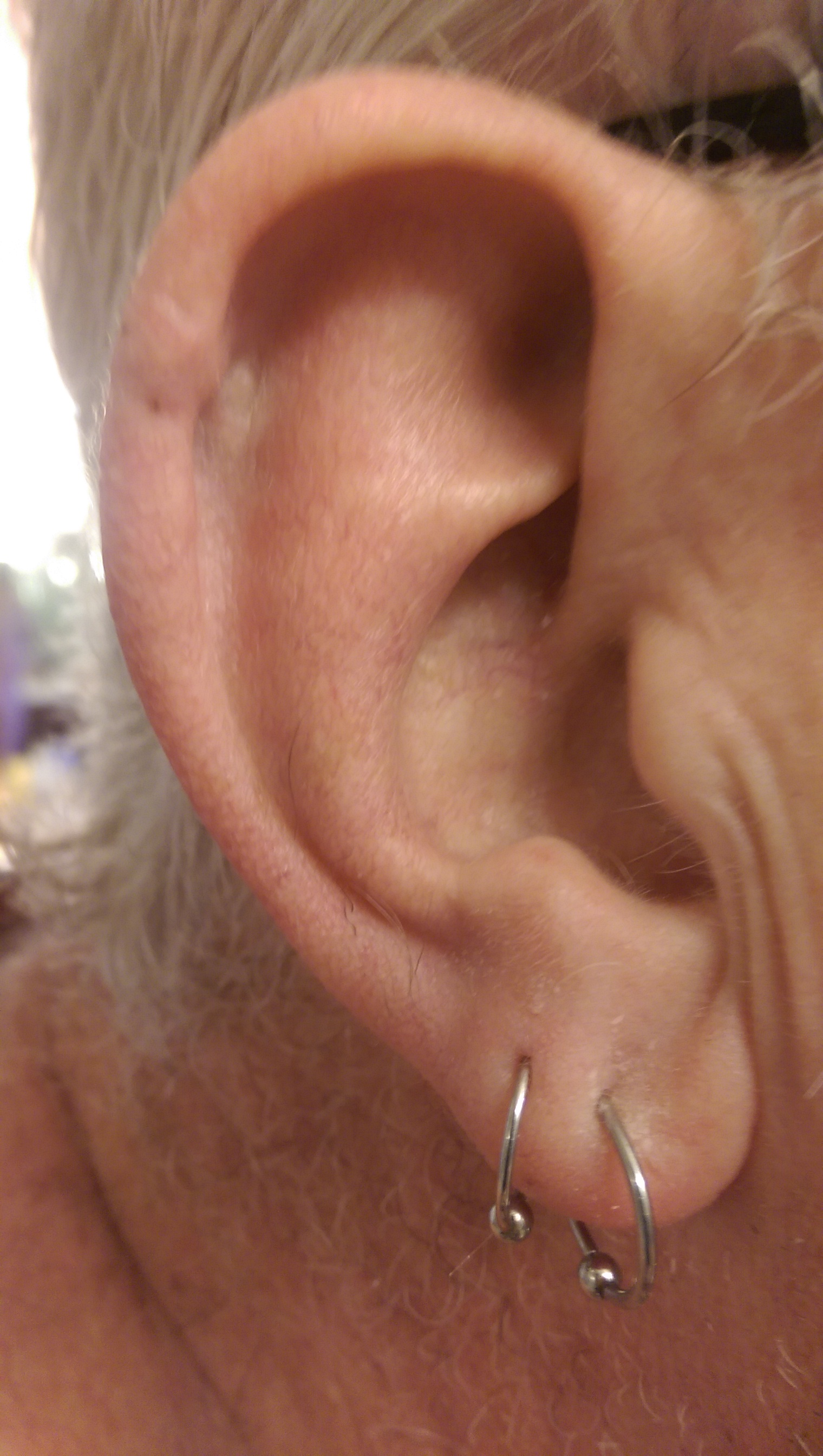
تم تصوير اذن رجل يبلغ من العمر 63 عاما بعد 16 يوم من جراحة موس لإزالة سرطان الخلايا الحرشفيه علي الحافه اليسري العليا من الأذن.

عملية جراحية موس، تم تطويرها في عام 1938 من قِبل جراح عام، فريدريك إي. موس، هي عملية جراحية مجهرية تستخدم لعلاج أنواع شائعة من سرطان الجلد. أثناء الجراحة، وبعد كل عملية إزالة للنسيج وأثناء انتظار المريض، يتم فحص النسيج بحثًا عن الخلايا السرطانية. هذا الفحص يبلغ قرار إزالة الأنسجة الإضافية. جراحة موس هي الطريقة القياسية الذهبية للحصول على السيطرة الكاملة على الهامش أثناء إزالة سرطان الجلد (CCPDMA - التقييم الهامشي المحيطي والعميق الكامل) باستخدام الأنسجة القسمية المجمدة.تسمح جراحة CCPDMA أو موس بإزالة سرطان الجلد بهامش جراحي ضيق للغاية ومعدل علاج مرتفع.
يتراوح معدل الشفاء مع جراحة موس التي أشارت إليها معظم الدراسات بين 97 ٪ و99.8 ٪ لسرطان الخلايا القاعدية الأولية، وهو النوع الأكثر شيوعا من سرطان الجلد. كما يستخدم الإجراء موس لسرطان الخلايا الحرشفية، ولكن مع انخفاض معدل الشفاء. لسرطان الخلايا القاعدية المتكرر معدل شفاء أقل مع جراحة موس، في حدود 94 ٪. وقد استخدم في إزالة سرطان الجلد في الموقع (معدل الشفاء 77 ٪ إلى 98 ٪ اعتمادا على الجراح)، وأنواع معينة من سرطان الجلد (معدل الشفاء 52 ٪). من الدلائل الأخرى لجراحة موس تشمل بروتوبران ساركوما الجلد، الورم القرني، أورام خلايا المغزل، سرطانات دهنية، سرطان الغدد الصماء الظهاري المصغر، سرطان خلايا ميركل، مرض باجيت في الثدي، ورم ليفي غير طبيعي نموذجي. يتم التحكم في إجراء موس بشكل مصغر، وهو يوفر إزالة دقيقة للأنسجة السرطانية، في حين يتم تجنب الأنسجة السليمة. يمكن أيضًا أن تكون جراحة موس أكثر فعالية من حيث التكلفة مقارنة بالطرق الجراحية الأخرى، عند النظر في تكلفة الإستئصال الجراحي والتحليل المرضي المنفصل. ومع ذلك، يجب حجز جراحة موس لعلاج سرطان الجلد في المناطق التشريحية حيث الحفاظ على الأنسجة له أهمية قصوى (الوجه والعنق واليدين والساقين السفلية والقدمين والأعضاء التناسلية).

## الإستخدامات
لا ينبغي أن تستخدم جراحة موس على الجذع أو الأطراف لسرطان الجلد غير المعقد، الذي يقل حجمه عن سنتيمتر واحد. في هذه الأجزاء من الجسم، تتجاوز المخاطر فوائد الإجراء. نظرًا لخطر التكرار المرتفع، من بين أسباب أخرى، يمكن اعتبار جراحة موس لعلاج سرطانات الجلد على اليدين أو القدمين أو الكاحلين أو السيقان أو الحلمات أو الأعضاء التناسلية.

## التقنية

قسم موهس مقسم

في عام 2012، نشرت الأكاديمية الأمريكية للأمراض الجلدية معايير الاستخدام المناسبة (AUC) على جراحة موس بالتعاون مع المنظمات التالية: الجمعية الأمريكية لجراحة موس. والجمعية الأمريكية لجراحة الأمراض الجلدية. ساهم أكثر من 75 طبيبًا في تطوير جراحة موس (AUC)، والتي نُشرت في مجلة الأكاديمية الأمريكية للأمراض الجلدية وجراحة الجلد. قامت الكلية الأسترالية لأطباء الأمراض الجلدية، بالتنسيق مع لجنة جراحة موس الأسترالية، بوضع إرشادات تستند إلى الأدلة لجراحة موس. الإجراء موس هو طريقة تقسيم الأمراض التي تسمح للفحص الكامل للهامش الجراحي. وهو يختلف عن تقنية رغيف الخبز المعياري في التقسيم، حيث يتم فحص عينات عشوائية من الهامش الجراحي. يتم إجراء جراحة موس في أربع خطوات:
- الإستئصال الجراحي للأنسجة (جراحة الأورام).
- تعيين قطعة من الأنسجة وتجميدها وقطعها بين 5 و 10 ميكرومتر باستخدام ناظم البرد، وتلطيخ الهيماتوكسيلين ويوزين (H&E) أو بقع أخرى (بما في ذلك التولويدين الأزرق).
- تفسير شرائح المجهر (علم الأمراض).

بكمن قطعه واحده

- بكمن قطعه واحدهإمكانية إعادة بناء الخلل الجراحي (الجراحة الترميمية).

عادة ما يتم إجراء العملية في مكتب الطبيب تحت التخدير الموضعي. يتم استخدام مشرط صغير لقطع الورم المرئي. يتم استخدام هامش جراحي صغير جدًا، عادة مع 1 إلى 1.5 مم من «الهامش الحر» أو الجلد غير المعقد. مقدار الهامش الحر الذي تمت إزالته أقل بكثير من المعتاد من 4 إلى 6 مم المطلوبة لإستئصال سرطانات الجلد القياسية. بعد كل عملية إزالة جراحية للأنسجة، تتم معالجة العينة وتقطيعها على ناظم البرد ووضعها على شرائح، ملطخة بـ H&E ثم يقرأها جراح / اختصاصي علم التوحيد موس الذي يبحث في أقسام الخلايا السرطانية. إذا تم العثور على سرطان، يتم وضع علامة على الخريطة (رسم الأنسجة) ويقوم الجراح بإزالة الأنسجة السرطانية المشار إليها من المريض. يتكرر هذا الإجراء حتى لا يوجد سرطان آخر. يتم إعادة بناء الغالبية العظمى من الحالات من قبل جراح موس. يستخدم بعض الجراحين 100 ميكرومتر بين كل قسم، ويستخدم البعض 200 ميكرومتر بين القسمين الأولين، و 100 ميكرومتر بين الأقسام اللاحقة (10 كرنك من الأنسجة في 6 إلى 10 ميكرومتر تساوي تقريباً 100 ميكرومتر إذا سمح أحدهم للضغط الجسدي بسبب إلى النصل).

بكمن ثنائي

## مميعات الدم
كان الإتجاه في جراحة الجلد على مدى السنوات العشر الماضية هو مواصلة مضادات التخثر أثناء إجراء جراحة الجلد. يمكن السيطرة على معظم النزيف الجلدي بالكهرباء، وخاصة الملقط ثنائي القطب. الفائدة التي اكتسبتها سهولة الارقاء يتم موازنتها مقابل خطر وقف مضادات التخثر. ويفضل بشكل عام مواصلة مضادات التخثر.

## معدل الشفاء وقاعدة الأدلة

### معدل الشفاء
يتنازع عدد قليل من المتخصصين على معدل الشفاء لموس، وخاصة علماء الأمراض المطلعين على الإجراء. تم الإبلاغ عن دراسات موسعة أجراها موس شملت الآلاف من المرضى الذين يعانون من الأنسجة الثابتة وحالات الأنسجة الطازجة في الأدبيات. كرر الجراحون الآخرون الدراسات مع الآلاف من الحالات، مع نفس النتائج تقريبًا. معدلات الشفاء السريري لمدة 5 سنوات مع جراحة موس:
1. 4085 حالة من السرطان الأولي والمتكرر في الوجه وفروة الرأس والعنق. نسبة الشفاء 96.6 ٪.
2. 1065 حالة من سرطان الخلايا الحرشفية للوجه، وفروة الرأس، ومعدل الشفاء من الرقبة 94.8 ٪
3. 2075 حالة من سرطان الخلايا القاعدية في الأنف على حد سواء، والمتكرره، علاج معدل 99.1 ٪.
4. معدل الشفاء من سرطان الخلايا القاعدية في الأذن، أقل من 1 سم، 124 حالة، معدل الشفاء 100 ٪.
5. معدل الشفاء من سرطان الخلايا القاعدية في الأذن، من 1 إلى 2 سم، 170 حالة، 100 ٪. من قبل الجراحين الآخرين. بغض النظر، فإن معدل شفاءه للأورام الأولية الصغيرة إما كان 100٪ أو ما يقرب من 100٪ عند فصله عن الأورام الأكبر أو المتكررة.

هذه ليست سوى عدد قليل من الحالات التي أبلغ عنها موس، وقد أظهرت العديد من المقالات الأخرى التي كتبها مؤلفين آخرين معدلات شفاء هائلة لسرطان الخلايا القاعدية الأولية. دراسات قام بها سميت وآخرون. يظهر معدل شفاء موهس حوالي 95 ٪، ودراسة أخرى في السويد تظهر معدل شفاء موهس حوالي 94 ٪.

### علاج معدل التباين
كشفت بعض بيانات موس عن معدل شفاء يصل إلى 96 ٪، ولكن هذه كانت في كثير من الأحيان أورامًا كبيرة جدًا، سبق علاجها بطرائق أخرى. يزعم بعض المؤلفين أن معدل الشفاء لمدة 5 سنوات لسرطان الخلايا القاعدية الأولية تجاوز 99٪ بينما لاحظ آخرون معدل شفاء أكثر تحفظًا بنسبة 97٪. يبلغ معدل الشفاء المقتبس لجراحة موس في سرطان الخلايا القاعدية الذي سبق علاجه حوالي 94 ٪. تشمل أسباب الاختلافات في معدل الشفاء ما يلي.
1. طريقة قسم المجمدة الحديثة. لا يعطي نسيج القسم المجمد هامشًا إضافيًا من الأمان بواسطة عجينة موه السامة للخلايا، المستخدمة أصلاً بواسطة موس. ربما يكون هذا المعجون قد دمر أي خلايا سرطانية متبقية لم يكتشفها الطبيب الشرعي.
2. هوامش البشرة المفقودة. من الناحية المثالية، يجب أن يشتمل قسم موس على 100٪ من هامش البشرة، ولكن غالبًا ما يتم قبول أكثر من 95٪. لسوء الحظ، يمكن أن يؤدي التنظيف الشديد وسوء التحكم المبدئي السيئ وسوء صحة الأنسجة وخطأ فني وخطأ الجراح إلى إدخاله. المناطق المفقودة هامش الظهارية. يعتبر بعض الجراحين أن الهامش الظهاري بنسبة 70 ٪ مقبول، في حين يشير البعض الآخر إلى هامش بنسبة 100 ٪. في الحالة المثالية، يجب أن تكون 100 ٪ من الهامش الظهري متاحة للمراجعة على المقطع التسلسلي لعينة موس.
3. .قراءة خاطئة لشريحة علم الأمراض. من الصعب التمييز بين جزيرة صغيرة من سرطان الخلايا القاعدية وبنية جريب الشعرة. يحد العديد من جراحي موس من أنسجة الأنسجة الخاصة بهم لتشمل قسمين فقط من الأنسجة.يعيق هذا بشدة قدرتها على تحديد ما إذا كانت البنية عبارة عن جريب الشعرة أو سرطان. لا يمكن أن يميز قسمان نسيجيا تمامًا بين هذين التركيبين المتطابقين تقريبًا، ويمكن أن يؤدي إلى حدوث أخطاء «سلبية خاطئة» أو «إيجابية خاطئة» إما عن طريق استدعاء قسم خالٍ من الورم، أو استدعاء قسم إيجابي للورم، على التوالي. يفضل الجراحون الآخرون التقسيم التسلسلي للورم. الجراحون الذين يقومون بإجراء تقاطع متسلسل من خلال كتلة الأنسجة (عادةً 100 ميكرومتر على حدة) مضمونون بالطبيعة المتجاورة للورم. من الورم من الهامش الجراحي، ومعرفة طبيعة الورم. يسهل المقطع التسلسلي أيضًا العمل مع ورم ثلاثي الأبعاد بهوامش يصعب ضغطها.
4. ورم يصعب رؤيته في تسلل التهابي شديد.يمكن أن يحدث هذا مع سرطان الخلايا الحرشفية، خاصةً عندما يكون معقدًا مع العدوى الموضعية، أو اضطرابات تكاثري لمفية داخلية (سرطان الدم الليمفاوي المزمن). نظرًا لوجود صورة غير طبيعية للدم المحيطي، فإن الاستجابة لحالات الجلد الالتهابية مع مرضى سرطان الدم النقوي النخاعي يمكن أن يكون لها ظهور خلايا غير نمطية في مواقع الالتهاب، مما يربك جراح موس.
5. انتشار العجان، والتغيرات الحميدة محاكاة انتشار العجان. قد يكون من الصعب تصور انتشار الورم على طول العصب، ويمكن لخلايا البلازما الحميدة في وقت ما أن تحيط بالعصب، وتحاكي السرطان.
6. المنطقة التشريحية التي يصعب قطعها ومعالجتها. ومن الأمثلة على ذلك الأذن، وغيرها من الهياكل ثلاثية الأبعاد مثل الجفون. تزداد القدرة على إجراء شق على شكل أسقلوب عندما لا يكون السطح الجراحي مستويًا، ولكنه بنية صلبة ثلاثية الأبعاد.
7. سرطان الجلد المتكرر مع جزر متعددة من تكرار. يمكن أن يحدث هذا إما عن طريق الإستئصال السابق أو بعد الاستنشاق الكهربائي والكشط. نظرًا لأن سرطان الجلد المتبقي غالبًا ما يكون مرتبطًا بأنسجة الندبة، ويتواجد في مكان متعدد في ندبة العيب الجراحي السابق - لم يعد متاخمًا بطبيعته. ينادي بعض الجراحين بإزالة الندبة الكاملة في علاج سرطانات الجلد «المتكررة». يدافع آخرون عن إزالة جزيرة التكرار المحلي فقط، وترك الندبة الجراحية السابقة وراءهم. غالبًا ما يتم اتخاذ القرار بناءً على موقع الورم، وهدف المريض والطبيب.
8. التكرار غير المبلغ عنه. كثير من المرضى لا يعودون إلى الجراح الأصلي للإبلاغ عن تكرار الإصابة. قد لا يقوم الجراح الاستشاري في جراحة التكرار بإبلاغ الجراح الأول بتكرارها. قد يستغرق الوقت اللازم لظهور ورم متكرر للمريض 5 سنوات أو أكثر. يجب النظر إلى أسعار «العلاج» المقتبسة مع فهم أن معدل الشفاء لمدة 5 سنوات قد لا يكون ضروريًا بشكل صحيح. نظرًا لأن سرطان الخلايا القاعدية هو ورم يتقدم ببطء شديد، فقد لا يكون معدل التكرار لمدة 5 سنوات غير كافٍ. قد تكون هناك حاجة لمتابعة أطول للكشف عن ورم بطيء النمو اليسار في ندبة الجراحية.
9. تدريب ضعيف للجراح / أخصائي علم الأمراض / أخصائي علم الأنسجة. في حين أن جراحة موس هي في الأساس وسيلة تقنية لمعالجة الأنسجة ومعالجتها، إلا أن مهارة الجراح وتدريبه يمكن أن تؤثر بشكل كبير على النتيجة. يتطلب النجاح أساسًا مناولة الأنسجة الجيدة ومهارة جراحية جيدة وإرقاء، بناءً على معالجة الأنسجة وتقنية التلوين. لا يتمتع الجراح الذي ليس لديه تقني نسيج جيد بالوصول إلى معلومات عالية الجودة بما فيه الكفاية عن السرطان، ولا يستطيع تقني الأنسجة الذي لا يوجد لديه جراح جيد إنتاج شرائح عالية الجودة. في الأصل، تعلم الجراحون الإجراء من خلال قضاء بضع ساعات إلى عدة أشهر مع موس. واليوم، يكمل الجراحون الإقامة والزمالة يقضون مئات الساعات في مراقبة وإجراء جراحة موس. من الأمور المشجعة للغاية أن الطبيب المهتم بتعلم جراحة موس يجب أن يقضي وقتًا طويلاً في مراقبة عينات موس وتقطيعها ومعالجتها وتلطيخها. يجب أن يتم تثبيت كتلة الأنسجة بشكل صحيح وقطعها لأول مرة، حيث لا توجد فرصة ثانية في علم الأنسجة موس. إنه ليس إجراء يمكن تدريسه أو تعلمه في فترة زمنية قصيرة. تستمر العديد من زمالات الإقامة ووزارة التربية والتعليم في تدريس قسمي موهس فقط لكل ورم.

### مقارنة بطرق العلاج الأخرى
جراحة موس ليست مناسبة لجميع أنواع سرطان الجلد.
تعد جراحة ميكروجرافيك في موس أكثر أشكال موثوقية للتحكم في الهامش. باستخدام تقنية فريدة لمعالجة الأنسجة المجمدة القسم - السماح للفحص الكامل من 100 ٪ من الهامش الجراحي. هذه الطريقة فريدة من نوعها من حيث أنها طريقة بسيطة للتعامل مع الأنسجة اللينة التي يصعب قطعها. إنها متفوقة على رغيف الخبز التسلسلي عند فاصل 0.1 مم لتحسين معدل الخطأ السلبي الخاطئ، مما يتطلب وقتًا أقل، ومناولة الأنسجة، وعدد أقل من الشرائح الزجاجية المركبة.
تتراوح معدل الشفاء من جراحة موس من 97 ٪ إلى 99.8 ٪ بعد 5 سنوات لسرطان الخلايا القاعدية التي تم تشخيصها حديثا (BCC)، وتقل إلى 94 ٪ أو أقل لسرطان الخلايا القاعدية المتكررة. يقتبس أطباء الأورام بالإشعاع معدلات الشفاء من 90 إلى 95٪ لمعدلات سرطان الكبد التي تقل عن 1 أو 2 سم، و 85 إلى 90٪ لمعدلات سرطان الكبد التي تزيد عن 1 أو 2 سم. يتراوح معدل شفاء الختان الجراحي ما بين 90-95٪ في الهوامش الواسعة (من 4 إلى 6 مم) والأورام الصغيرة، حتى 70٪ في الهوامش الضيقة والأورام الكبيرة.

### التاريخ
في الأصل، استخدم موس عجينة كيميائية (وكيل زافٍ) لتكديس وقتل الأنسجة. كان مصنوعًا من كلوريد الزنك والقولون الدموي (جذر نبات سانجوناريا كانادنسس، والذي يحتوي على السانجوينارين القلوي). كانت المكونات الأصلية هي 40.0 جم من ستيبنيت، و 10.0 غرام من سانجينيا كنادنس، و 34.5 مل من محلول كلوريد الزنك المشبع.يشبه هذا المعجون المرهم الأسود أو «معجون هوكسي»، وهو دواء براءات اختراع، ولكن استخدامه مختلف. استخدم هوكسي العجينة لفترات طويلة، وهي ممارسة ضارة فقدت مصداقيتها بسرعة. ترك موس العجينة على الجرح بين عشية وضحاها فقط، وفي اليوم التالي، سيتم تخدير المنطقة السرطانيه والجلد المحيط به وإزالة السرطان. تم استئصال العينة ثم فحص النسيج تحت المجهر. إذا بقي السرطان، تم تطبيق المزيد من العجينة، وسيعود المريض في اليوم التالي. في وقت لاحق، سمح قسم التشريح الموضعي والمخدر الموضعي المطبق على الأنسجة الطازجة بإجراء العملية في نفس اليوم، مع إتلاف أقل للأنسجة ومعدل شفاء مماثل.